# Мајами Хајтс (Охајо)
Мајами Хајтс (енгл. Miami Heights) насељено је место без административног статуса у америчкој савезној држави Охајо.

## Демографија
По попису из 2010. године број становника је 4.731.
| Група             | 2000.    | 2010.         |
| Белци             | 0 (0,0%) | 4.617 (97,6%) |
| Афроамериканци    | 0 (0,0%) | 29 (0,6%)     |
| Азијати           | 0 (0,0%) | 31 (0,7%)     |
| Хиспаноамериканци | 0 (0,0%) | 22 (0,5%)     |
| Укупно            | 0        | 4.731         |